# 함흥차사
함흥차사(咸興差使)는 조선 태종 이방원이 태조의 환궁을 권유하려고 함흥으로 보낸 차사를 일컫는 말이다.
그러나 차사가 돌아오지 않는다는 말이 세간에 퍼지면서, 한 번 간 사람이 돌아오지 않거나 소식이 없다는 뜻으로 바뀌었다. 이는 태종 이방원이 저지른 일(왕자의 난)과 그것을 오랫동안 용서하지 않았던 태조 이성계를 바라보던 백성들이 만들어낸 이야기일 뿐 사실과는 다르다.
민정중이 쓴 《노봉집》(老峯集)에 나오는 박순의 시장(諡狀), 선조 때 차천로(車天輅)가 지은 《오산설림》(五山說林) 등의 책에 전해 내려오는 이야기에 바탕을 두고 있다.

## 함흥차사의 경위

### 사건 경위
함흥차사를 보내고 태조가 답한 일을 한국사 학자 이덕일과 이회근의 연구를 바탕으로 재구성하면 다음과 같다.
1. 1398년 태조 이성계가 정종에게 양위한 뒤 함흥으로 갔다.
2. 1400년 태종 이방원이 즉위하다.
3. 태종이 아버지 이성계를 모셔오려고 성석린을 차사로 보내었다.
4. 1401년 4월 태조가 성석린의 청을 받아들여 한양으로 환궁한다.
5. 1401년 11월 태조가 다시 한양을 떠난다.
6. 태종이 왕사(王師) 무학대사를 차사로 함흥에 보내고, 태조는 환궁을 약속한다.
7. 태조가 환궁하지 않고 소요산에 머문다.
8. 1402년 1월 성석린을 다시 보내 환궁을 청하지만, 성석린은 혼자 돌아온다.
9. 1402년 조사의의 난이 발생한다.
10. 1402년 12월 태조가 환궁한다.

### 차사와 이성계의 반응
성석린, 무학대사가 환궁에 큰 역할을 했고, 태종 2년 11월 3일 환관 김완(金完)을 보내 문안케 하였다. 같은 달 7일에 예문관 대제학 이직(李稷)을 보내 문안케 하고, 청원군 심종(沈淙)과 예문관 제학 유창(劉敞)을 보내 시위하게 하였다(이들 가운데 태조 이성계에게 죽은 사람은 없다).
뒤에 태조는 시위 이자분(李自芬)을 태종에게 보내 제사에 쓸 물건을 빨리 보내라고 말했다고 한다. 죽이고 싶도록 미운 사람에게 제사에 쓸 신성한 물건을 요구할까?
또한 태종 2년 12월에 평양에서 머무를 때 시자에게 “내가 동북면에 있을 때에 국왕(태종)이 사람을 보내지 않았고, 맹주(孟州 평안남도 맹산군)에 있을 때도 사람을 보내지 않았으니 감정이 없지 않으리라.”라고 말하자, 시자가 “주상께서 안평 부원군 이서와 승려 익륜과 설오를 보냈으나 중간에 길이 막혀서 돌아갔습니다”라고 변명한다.
차사를 죽이기는커녕 보내지 않아 섭섭하다고 말하고 있다.
《태종실록》에서는 이성계가 성석린의 요청을 받아들여 태종 1년(1401년) 4월에 환궁하였다고 기록하고 있다. 그러나 그해 11월에 다시 한양을 떠나자, 다음해 1월 다시 성석린을 보내어 환궁을 요청한다.
이때 태조는 부처를 모시기 위해 돌아갈 수 없다고 거절하자 종친과 함께 환궁을 요청하던 성석린은 “염불하고 불경을 읽는 일이 어찌 꼭 소요산(消遙山)이라야만 하겠습니까?”라고 따지자, 이에 태조가 “그대들의 뜻은 이미 알고 있으나 내가 부처를 좋아하는 것은 다만 두 아들과 한 사람의 사위를 위함이다.”
라고 본심을 밝힌다. 두 아들이란 두말할 것도 없이 방원에게 죽은 방번과 방석을 말하고, 한 사람의 사위란 역시 방원에게 죽은 경순공주의 부마 이제(李濟)이다.
성석린은 그대로 빈손으로 돌아가 태종에게 “태상왕께서 빨리 돌아오실지, 늦게 돌아오실지는 아직 모르겠습니다.”라고 보고한다. 이후에도 성석린은 두 차례나 차사로 태조에게 갔으나 살아 돌아왔다.

### 무학대사와 함흥차사
태종 1년(1401) 11월 이성계가 다시 함흥으로 돌아가자 태종이 차사로 보낸 인물은 왕사 무학대사이다. 이에 대해서는 《태종실록》과 《오산설림》의 기록이 일치하며, 《오산설림》에 따르면 다음과 같다.
무학이 함흥에 가서 태조를 알현하니 태조가 “그대도 나를 달래러 왔구나”라고 말했다. 무학이 웃으면서, “전하께서 빈도와 서로 안 지가 수십 년인데 제 마음을 모르십니까? 저는 특별히 전하를 위로하기 위해 왔을 뿐입니다.”라고 대답했다. 무학이 그 뒤로 함흥 본궁에 머물면서 태조와 환담하는데 태종의 단점만 말하였고, 이에 태조가 그를 믿게 되었다. 수십일 뒤에 무학이 밤중에 태조에게 청하자 태조가 환궁하겠다고 말한다. 그러나 태조가 소요산에 머물면서 돌아오지 않자, 태종이 성석린을 그곳에 보내었다.

### 조사의의 난과 환궁
태조는 이후에도 한참이 지난 뒤 함경도에서 일어난 조사의의 난이 평정된 이후 한양으로 돌아온다. 당시 조사의의 난이 발생하여 조정으로부터 박순(朴淳), 송류(宋琉) 등이 차사로 파견되어 반군을 회유하였으나 도리어 죽음을 당하였다. 초기에는 반군이 우세하여 관군의 선봉 이천우(李天佑)를 격파하였으나 《태종실록》 2년(1402) 11월 27일 기사를 보면 조정에서도 대규모의 정벌군이 파견되었다. 그 후 중앙에서 증원된  출정군이 관군과 합류하여 군을 재정비하고 조사의의 난을 진압하고 함흥에 칩거하고 있던 태조를 시위하고 왔다. 《태종실록》2년(1402) 12월 8일 3번째기사를 보면 12월 8일에 태조가 한양에 환도를 하고 바로 다음날 태상왕을 시위하여 왔다고 정벌군으로 출정했던 이천우와 이빈에게 안마를, 이성도 절제사(泥城道節制使)였던 최운해에게 말을 하사했다는 기록이 보인다.

## 야사속 함흥차사

### 성석린과 함흥차사
태종이 태조에게 보낸 성석린의 이야기가 《명신록》에 실려 있다.
태종 이방원이 함흥차사로 자원한 성석린을 보내 아버지인 태조를 모셔오게 한다. 성석린이 밥을 짓는 시늉을 하였더니 태조가 오랜 지기인 그를 초대하였다. 성석린이 밤중에 부자 사이의 변고를 처리하는 도리를 말하자 태조는 “너도 너의 임금을 위해서 나를 달래려고 온 것이냐?”라고 의심하자 성석린은 “만약 그래서 왔다면 신(臣)의 자손은 반드시 눈이 멀어 장님이 될 것입니다”라고 대답했다. 이 말을 믿고 태조가 한양으로 돌아왔다.
《명신록》에 따르면, 뒷날 성석린의 맏아들 지도(至道)와 지도의 아들 귀수(龜壽)와 귀수의 아들이 모두 생모의 뱃속에서 배냇병신으로 눈이 멀었다. 석린의 작은 아들 발도(發道)는 후사가 없었다고 한다.

### 박순과 함흥차사
야담 수필집 《노봉집시장》(老峰集諡狀)에 함흥차사 이야기가 전해 오는데, 그때 함흥차사가 박순이다. 가는 사람마다 죽고 돌아오지 못하니 태종이 여러 신하들에게 “다음에는 누가 가겠는가?”라고 물으니 아무도 응하는 신하가 없었으나, 판승추부사(判承樞府事)인 박순이 자원하였다.
박순은 새끼 딸린 어미 말을 함흥까지 끌고 가서 “어미를 따르는 말도 저러한데 하물며 인간의 부모에 대한 정이야 얼마나 깊겠습니까?”라며 태조의 귀경을 설득했다. 며칠을 묵으며, 하루는 태조와 박순이 장기를 두는데 천장에서 쥐가 새끼를 안고 떨어져 죽을 지경이 되었으나 서로 떨어지지 않았다. 이에 박순이 장기판을 제쳐놓고 눈물을 흘리며 돌아가자고 청하니 태조가 돌아가기로 결심했다고 한다.
그러나 주변 사람이 박순을 죽여야 한다고 태조에게 고하자, 태조는 이미 박순이 용흥강을 건넜으리라 여기어 “용흥강을 건넜다면 쫓지 말라”라고 명령했는데, 안타깝게도 그는 병이 나서 쉬다가 용흥강을 건널 때, 쫓아 온 병사에 의해 죽음을 맞았다.
이 이야기는 어디까지나 야사일 뿐 사실은 아니며, 실제로 박순은 조사의의 난 때 함흥에서 도순문사 박만(朴蔓)을 설득하다가 죽임을 당한다.

### 태조, 태종에게 활을 쏘다
태조가 함흥에서 돌아올 때에도 여러 야사에서 두 사람의 갈등을 이야기한다.
태종이 직접 교외로 나가서 태조를 맞이하려 하자, 하륜 등이 말리면서, 태조의 진노가 아직 다 풀어지지 않았으니 모든 일을 염려하지 않을 수 없다고 말하여 큰 장막을 받치는 굵고 높은 기둥을 많이 세우게 하라고 조언하였다. 태종은 그렇게 하라 일렀다. 그 결과 태조가 태종을 보고 별안간 활을 쏘자, 태종은 급히 순간적으로 기둥 뒤에 몸을 피해 화살은 기둥에 꽂혔다. 이에 태조가 “모두 하늘의 뜻이로다”라고 탄식하며, 태종에게 옥새를 건네었다. 또 태종이 태조에게 잔을 올리는데, 역시 하륜이 일러준 대로 직접 잔을 따라 올리지 않고, 중간의 내시에게 잔을 바치게 하자 태조가 소매 속에서 철퇴를 꺼내 놓으면서 “모두 하늘의 뜻이로다”라고 말했다.
야사에서는 이 장소가 한양의 살곶이다리 근처라고 말하고 있으나, 《태종실록》에 따르면 이날은 태종2년 12월 8일이며, 장소는 황해도 금천의 금교역(金郊驛)이었다. 또한 위와 같은 살기등등한 장면은 보이지 않았으리라 추측하고 있다.

## 같이 보기
- 조선 태조
- 조선 태종
- 왕자의 난
- 조사의의 난